# Kapelle Schönmühl

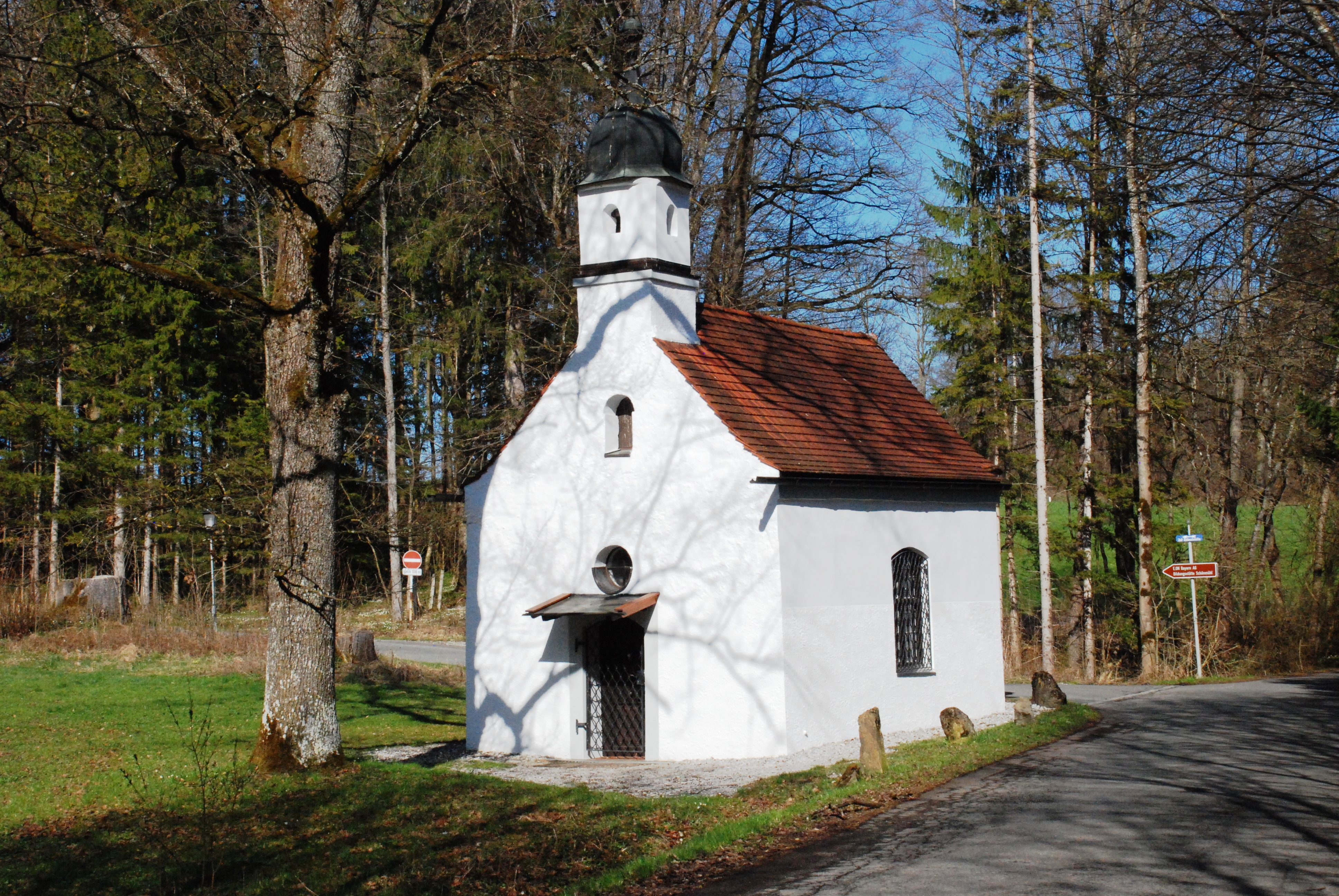
Kapelle in Schönmühl von Süden

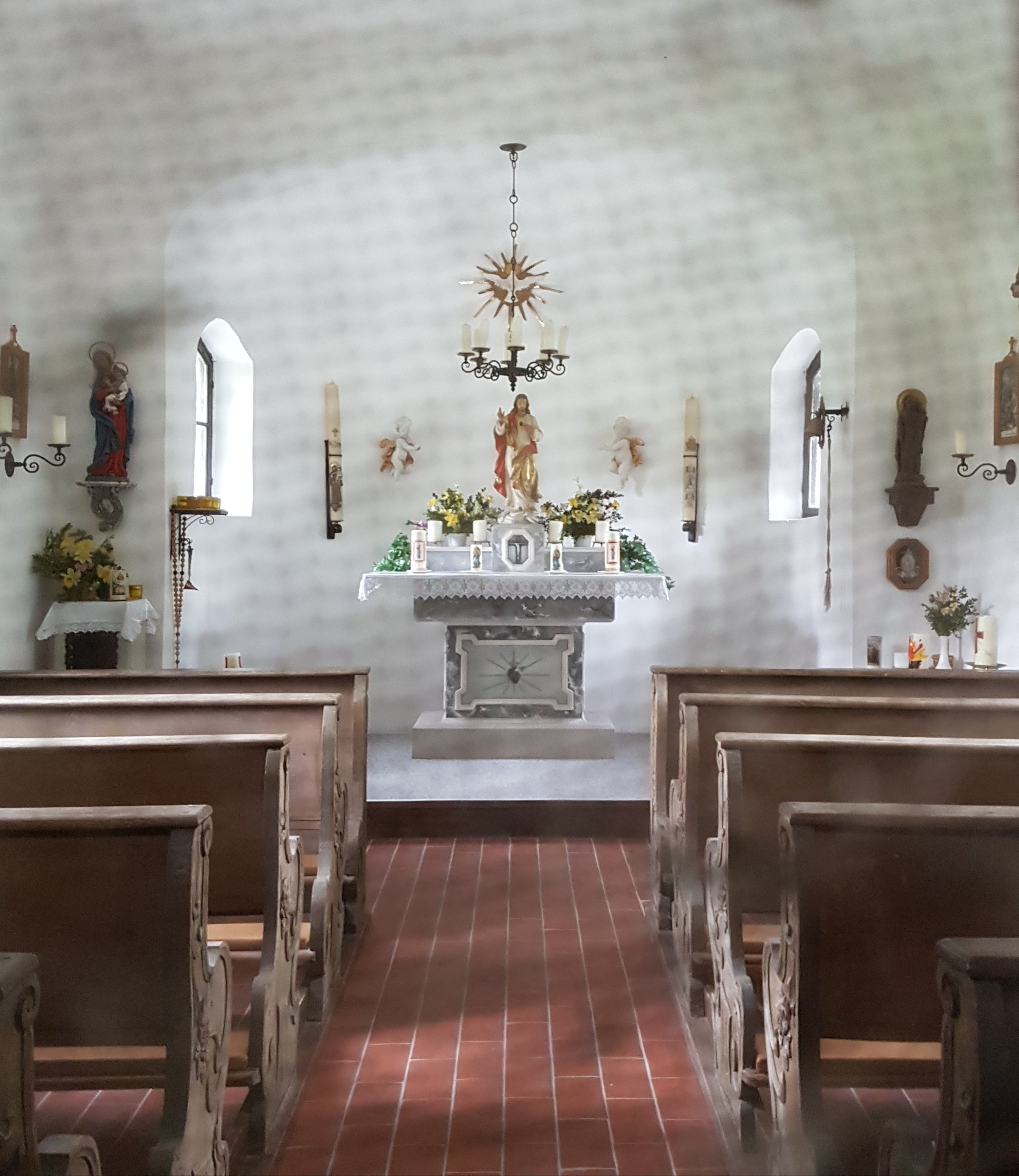
Innenansicht

Die römisch-katholische Kapelle Herz Jesu und Herz Mariä steht im Penzberger Stadtteil Schönmühl im oberbayerischen Landkreis Weilheim-Schongau am Ufer der Loisach. Das denkmalgeschützte Gotteshaus gehört als Teil der Pfarreiengemeinschaft Benediktbeuern zum Dekanat Benediktbeuern im Bistum Augsburg.

## Geschichte
Die Kapelle wurde im 18. oder 19. Jahrhundert vom Eigentümer der benachbarten Mühle erbaut. Im Jahr 1985 schenkte sie die damalige Eigentümerfamilie der Pfarrei Benediktbeuern, fortan kümmerten sich die vier Bauern aus Rain um das Gebäude und renovierten sie umfangreich. Im Jahr 1992 wurde die Kapelle schließlich offiziell geweiht. 2017 wurde die Zwiebelhaube des Türmchens erneuert und dabei leicht vergrößert.

## Beschreibung
Der kleine, geostete Putzbau mit eingezogener Apsis besitzt im Westen einen Fassadenturm mit Zwiebelhaube, in dem eine Glocke untergebracht ist.